# Croton mollii
Espèce
Classification APG III (2009)
Croton mollii est une espèce de plantes à fleurs du genre Croton et de la famille des Euphorbiaceae présente dans les Caraïbes.